# Campionato mondiale vetture sport 1953
Il Campionato mondiale vetture sport 1953 (en. 1953 World Sports Car Championship), è stata la 1ª edizione del Campionato del mondo sportprototipi.
Organizzato dalla Federazione Internazionale dell'Automobile tramite la Commissione Sportiva Internazionale  e riservato alle vetture sport senza limitazioni di cilindrata, è stato vinto dalla  Ferrari con le 340 MM e 375 MM pilotate da Giannino Marzotto, Nino Farina, Mike Hawthorn e Alberto Ascari.

## Calendario
| Nº | Data         | Nome ufficiale                       | Circuito - Percorso            | Sede               |
| -- | ------------ | ------------------------------------ | ------------------------------ | ------------------ |
| 1  | 8 marzo      | 12 Hours of Sebring                  | Sebring International Raceway  | Sebring            |
| 2  | 26 aprile    | Mille Miglia - Coppa Franco Mazzotti | Brescia-Roma-Brescia           | Centro-Nord Italia |
| 3  | 13-14 giugno | Les 24 Heures du Mans                | Circuit de la Sarthe           | Le Mans            |
| 4  | 25-26 luglio | 24 Heures de Spa Francorchamps       | Circuit de Spa-Francorchamps   | Francorchamps      |
| 5  | 30 agosto    | 1000 km Rennen Nürburgring           | Nürburgring Nordschleife       | Nürburg            |
| 6  | 5 settembre  | Tourist Trophy                       | Dundrod Circuit                | Antrim             |
| 7  | 23 novembre  | Carrera Panamericana                 | Tuxtla Gutiérrez-Ciudad Juárez | Messico            |

## Regolamento
Titoli

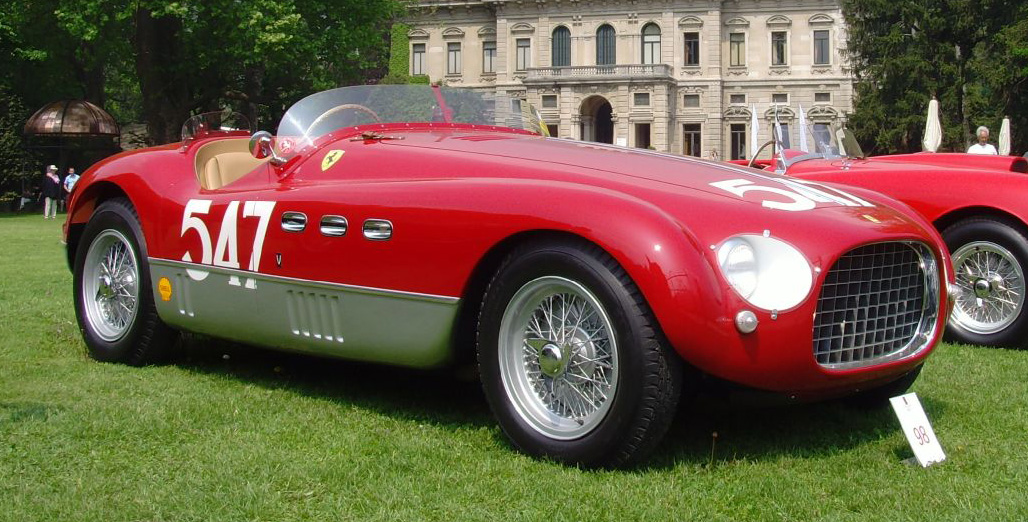
Una Ferrari 340 MM

- Campionato del mondo vetture sport riservato ai costruttori di vetture sport

Categorie
- Sport: vetture biposto con carrozzeria aperta o chiusa e motori senza limitazioni di cilindrata, progettate e costruite appositamente per le competizioni ma dotate degli equipaggiamenti per l'uso stradale, suddivise in classi secondo la cilindrata[1].
- Turismo: suddivise in categorie in base alla cilindrata.

Punteggi
Vengono assegnati punti solo alla vettura meglio classificata per ogni costruttore. Al primo costruttore classificato vengono attribuiti 8 punti, 6 al secondo, 4 al terzo, 3 al quarto, 2 al quinto, 1 al sesto. Per la classifica finale vengono conteggiati solo i migliori quattro risultati. Le vetture turismo non ottengono punti.

## Costruttori
- Alfa Romeo
- Allard
- Aston Martin
- Cisitalia
- Cunningham
- DB
- Ferrari
- Frazer Nash
- Fiat
- Jaguar
- Lancia

- Maserati
- MG
- Morgan
- Morris Minor
- OSCA
- Palm Beach
- Porsche
- SIATA
- Gordini
- Stanguellini

## Resoconto
La prima edizione del Campionato per le vetture sport, a cui possono partecipare anche le vetture turismo, si disputa su sette prove. La prima gara in calendario è la 12 Ore di Sebring negli Stati Uniti, seguita dalla Mille Miglia, le 24 Ore di Le Mans e di Spa, la 1000 km del Nürburgring e il Tourist Trophy, le più importanti corse in Europa. Chiude la stagione la Carrera Panamericana in Messico.
La Ferrari è il primo costruttore a vincere il Titolo mondiale con due soli punti di vantaggio sulla Jaguar mentre le altre case rimangono piuttosto lontane in classifica.

## Riepilogo vincitori
| Nº | Gara                    | Costruttore  | Vettura | Piloti             | Piloti          | Resoconto | Classifica |
| -- | ----------------------- | ------------ | ------- | ------------------ | --------------- | --------- | ---------- |
| 1  | 12 Ore di Sebring       | Cunningham   | C4-R    | Phil Walters       | John Fitch      | Resoconto | Cunningham |
| 2  | Mille Miglia            | Ferrari      | 340 MM  | Giannino Marzotto  | Marco Crosara   | Resoconto | Ferrari    |
| 3  | 24 Ore di Le Mans       | Jaguar       | C-Type  | Tony Rolt          | Duncan Hamilton | Resoconto | Cunningham |
| 4  | 24 Ore di Spa           | Ferrari      | 375 MM  | Nino Farina        | Mike Hawthorn   | Resoconto | Ferrari    |
| 5  | 1000 km del Nürburgring | Ferrari      | 375 MM  | Alberto Ascari     | Nino Farina     | Resoconto | Ferrari    |
| 6  | Tourist Trophy          | Aston Martin | DB3S    | Peter Collins      | Pat Griffith    | Resoconto | Ferrari    |
| 7  | Carrera Panamericana    | Lancia       | D 24    | Juan Manuel Fangio | Gino Bronzoni   | Resoconto | Ferrari    |

## Classifica
Classifiche su World Sports Racing Prototypes 
| Pos     | Costruttore  | SEB | MIL | LEM | SPA | NUR | TOU | CAR | Totale  |
| ------- | ------------ | --- | --- | --- | --- | --- | --- | --- | ------- |
| 1       | Ferrari      | (1) | 8   | (2) | 8   | 8   |     | 3   | 27 (30) |
| 2       | Jaguar       | (4) |     | 8   | 6   | 6   | 4   |     | 24 (28) |
| 3       | Aston Martin | 6   | 2   |     |     |     | 8   |     | 16      |
| 4       | Cunningham   | 8   |     | 4   |     |     |     |     | 12      |
| 4       | Lancia       |     | 4   |     |     |     |     | 8   | 12      |
| 6       | Alfa Romeo   |     | 6   |     |     |     |     |     | 6       |
| 7       | Borgward     |     |     |     |     | 4   |     |     | 4       |
| 8       | DB           |     |     |     | 3   |     |     |     | 3       |
| 8       | Porsche      |     |     |     |     | 3   |     |     | 3       |
| 10      | Talbot-Lago  |     |     |     |     |     |     | 2   | 2       |
| 10      | Veritas      |     |     |     |     | 2   |     |     | 2       |
| 10      | OSCA         | 2   |     |     |     |     |     |     | 2       |
| 13      | Maserati     |     | 1   |     |     |     |     |     | 1       |
| 13      | Frazer Nash  |     |     |     |     |     | 1   |     | 1       |
| 13      | Gordini      |     |     | 1   |     |     |     |     | 1       |
| Legenda |              |     |     |     |     |     |     |     |         |